# 谢宗万
谢宗万（1924年—2004年），男，江苏泰州（一作江都）人，中国生药学家、本草学家，曾任中国中医研究院研究员，药典委员会委员。